# Ayla Erduran
Ayla Erduran (ur. 22 sierpnia 1934 w Stambule, zm. 7 stycznia 2025 tamże) – turecka skrzypaczka, wysoka ceniona w świecie, swój pierwszy recital wykonała w wieku 10 lat, mając 14 lat ukończyła z pierwszą nagrodą Konserwatorium Paryskie.

## Wczesne życie
Ayla Erduran jako 4-letnie dziecko rozpoczęła naukę gry na skrzypcach u Karla Bergera, następnie w latach 1945–1951 studiowała w Konserwatorium Paryskim pod okiem Nicola Benedettiego i Josepha Benvenutiego. Po ukończeniu studiów wyjechała do Stanów Zjednoczonych, gdzie mieszkała do 1955 i uczyła się u Iwana Galamiana i Zino Francescattiego. Erduran dała swój pierwszy koncert w Newark, w stanie New Jersey, z orkiestrą pod dyrekcją Thomasa Schermanna. Jej pierwszy koncert w Europie odbył się w Polsce z udziałem Orkiestry Symfonicznej Filharmonii Narodowej. Grała koncert skrzypcowy Głazunowa. W latach 1957–1958 studiowała u Dawida Ojstracha w Konserwatorium Moskiewskim.

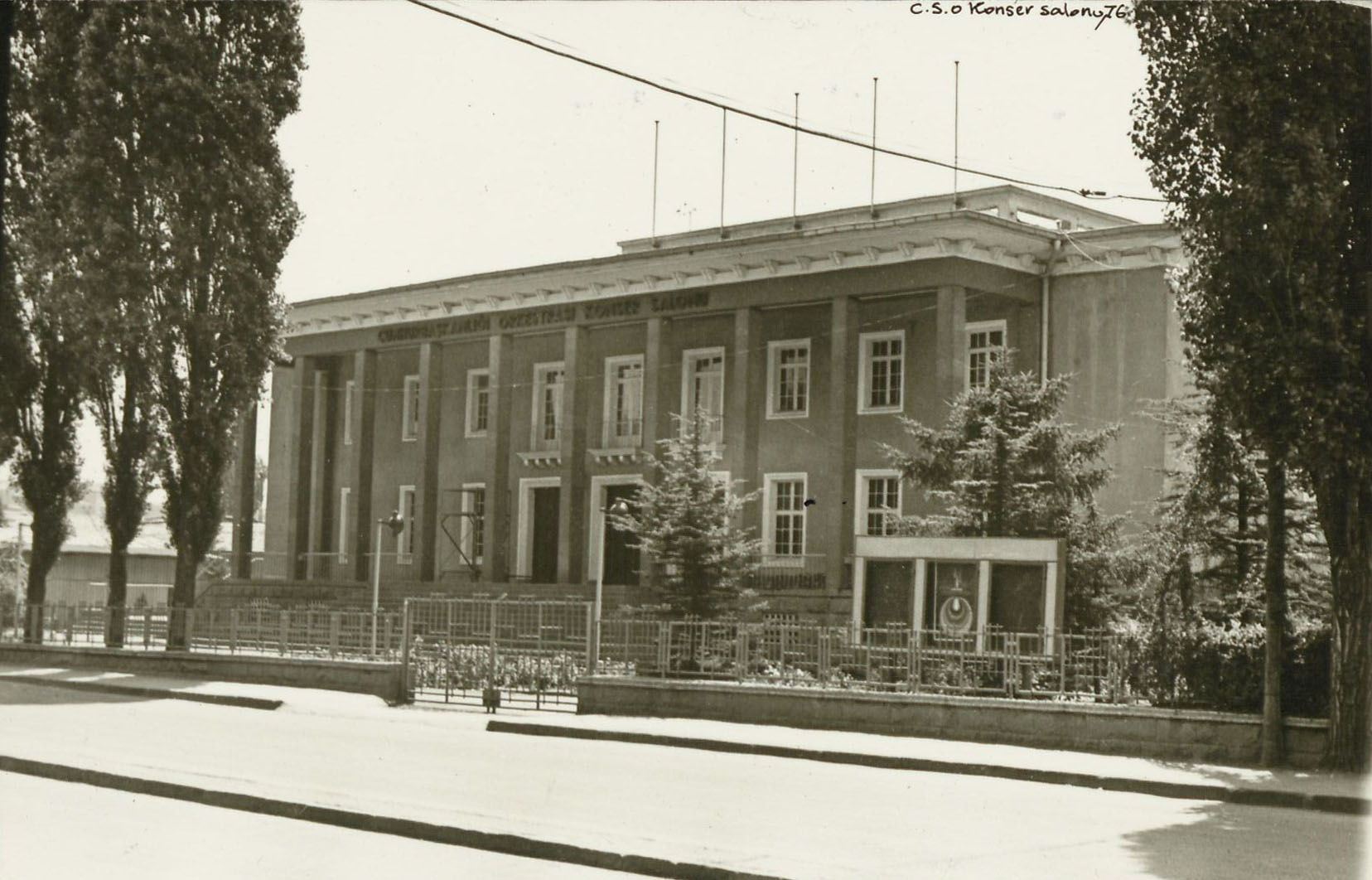
Sala koncertowa Prezydenckiej Orkiestry Symfonicznej, Ankara

W 1957 zajęła 5. miejsce na 40 uczestników z 16 państw w Międzynarodowym Konkursie Skrzypcowym im. Henryka Wieniawskiego w Polsce. Miała wiele koncertów w Europie, Korei Południowej, USA, Kanadzie, na Bliskim Wschodzie, w Indiach, Afryce, Rosji, Azerbejdżanie i Turcji. W 1958 odbyła się w Belgii premiera koncertu tureckiego kompozytora Ulvi Cemal Erkin z orkiestrą pod batutą kompozytora. W 1963 Erduran odbyła tournée koncertowe z Prezydencką Orkiestrą Symfoniczną (tur. Cumhurbaşkanlığı Senfoni Orkestrası) na Bliskim Wschodzie. Koncertowała także w wielu miejscach w Turcji. W 1964 zdobyła nagrodę im. Harriet Cohen-Olga Verney za swój pierwszy recital w Londynie z Mithat Fenmen. W 1965 jej koncert skrzypcowy Brahmsa pod dyrekcją rosyjskiego dyrygenta Giennadija Rożdiestwienskiego w londyńskim Albert Hall był transmitowany przez BBC. W tym samym roku wzięła udział w koncercie zorganizowanym w Genewie z okazji 100. rocznicy urodzin Sibeliusa przez Orchestre de la Suisse Romande pod batutą Ernesta Ansermeta, podczas którego wykonała koncert skrzypcowy kompozytora.
W 1968 odbyła trasę po Afryce razem z Verdą Erman, w 1970 otrzymała nagrodę Beethovena w Holandii, a w 1971 została uznana artystką państwową w Republice Tureckiej. Kontynuując karierę koncertową w latach 1973–1990 udzielała również lekcji gry na skrzypcach w Szwajcarii. Przez pewien czas uczyła w klasie mistrzowskiej w Konserwatorium w Lozannie. Była pierwszą osobą, która wykonała koncert skrzypcowy Edwarda Elgara w Turcji.
Dzieliła scenę z takimi skrzypkami jak Yehudi Menuhin, Henryk Szeryng, Igor Ojstrach, Wiktor Pikajzen, Guy Fallot i Mieczysław Wajnberg, wykonujący duety koncertowe. Występowała m.in. z takimi orkiestrami jak: London Symphony Orchestra, Orchestre de la Suisse Romande, Deutsches Symphonie-Orchester Berlin, Česká filharmonie i takimi dyrygentami jak: Ernest Ansermet, Karel Ančerl, Paul Kletzki, Giennadij Rożdiestwienski, Jean Fournet, Michel Plasson i Armin Jordan.
Skrzypaczka nagrywała utwory w różnych stacjach radiowych m.in. w Kanadzie, Szwajcarii, Anglii, Niemczech, Brazylii, Bułgarii, Rosji, Polsce, Iraku, Holandii i wielu stanach USA. Jej koncert skrzypcowy Brahmsa z London Philharmonic Orchestra pod dyrekcją Carlosa Païty został wydany jako płyta LP. Koncert muzyki Francka, Debussy’ego i Griega, wykonany w duecie z turecką pianistką Ayşegül Sarıca, został wydany w serii wydawniczej UPR Classics, a koncerty Brahmsa i Brucha wykonane z udziałem orkiestry Suisse RomandeOrchestre de la Suisse Romande z dyrygentami Richardem Beckiem i Arminem Jordanem ukazały się nakładem wydawnictwa Gallo (obecnie Gall).
W 2002 wydana została pierwsza biografia skrzypaczki Ayla yı Dinler misiniz? autorstwa Eviny İlyasoğlu, kolejna Evrenimizi İç Işıklarıyla Aydınlatanlar: Ayla Erduran Müzik ve Keman, autorstwa Erhana Karaesmena, ukazała się w 2007. W 2006 otrzymała nagrodę Sevda-Cenap And Music Foundation Honorary Awards, a w 2007 Istanbul Culture and Art Foundation Honor Award. 5 czerwca 2012 została wyróżniona francuskim Médaille Grand Vermeil de la Ville de Paris przyznawaną przez Société d'Encouragement au Progrés, z siedzibą w Paryżu, razem z francuskim Senatem.